# Cucflek

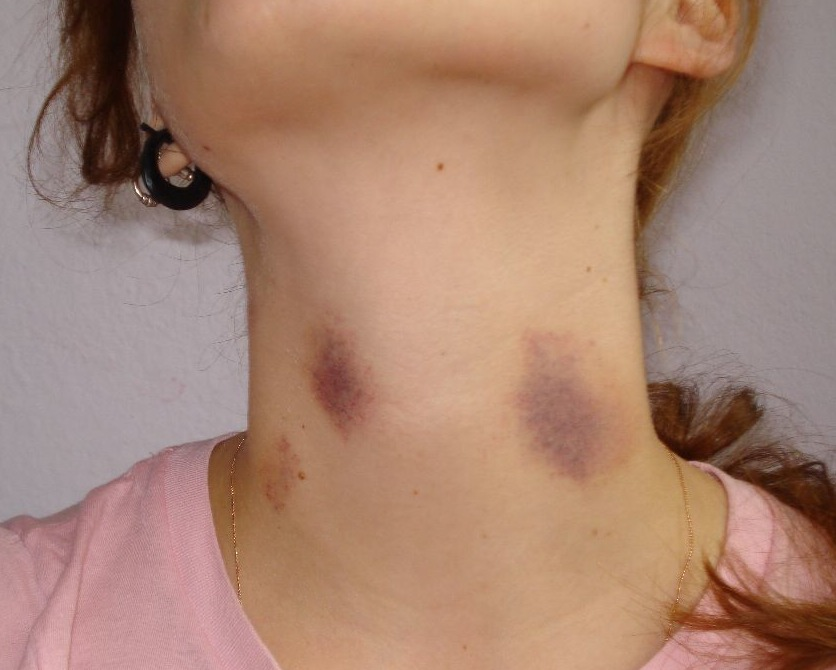
Cucfleky na dívčím krku

Cucflek je lidové označení pro dočasnou modřinu či skvrnu, která vzniká intenzivním líbáním či sáním kůže (případně i jejím opatrným a jemným skousnutím), čímž dojde k poškození drobných podkožních cév. Z lékařského hlediska se jedná o malý hematom. Má modrofialovou barvu, tj. obdobné zbarvení, jako u jiných typů pohmožděnin, případně jej tvoří shluk červených flíčků. Může být výsledkem milostné předehry a může se objevit kdekoliv na těle, často na krku. Doba, po kterou je cucflek viditelný, kolísá; od několika dnů až po několik týdnů. Hojení urychluje chlazení ledem, krémy s vitamínem K či masírování místa s cucflekem kůrkou od chleba (hrubší částí).